# Estatua de la mujer liberada
La estatua de la mujer liberada (en azerí: Azad qadın heykəli) es un monumento escultórico hecho por el escultor azerbaiyano Fuad Abdurajmánov y erigida en 1960 en la intersección de las calles Jafar Jabbarli y Zivar bey Ahmadbayov en la ciudad de Bakú (Azerbaiyán). La estatua se inspiró en el personaje de Sevil de la obra del mismo título del poeta y dramaturgo Yafar Yabbarlí. El acto de quitarse el velo públicamente, representado en la estatua, simboliza la transición de las mujeres azerbaiyanas del aislamiento a la participación en la sociedad soviética.

## Antecedentes
Fuad Abdurajmánov, el diseñador de la estatua declaró: 

El tema de la emancipación de las mujeres azerbaiyanas me atrae desde hace mucho tiempo. Cuando comencé a trabajar en la escultura, por alguna razón me imaginé un águila atrapada en una red. Rompe sus ataduras y finalmente se libera de ellas. Un momento más y se elevará hacia el cielo soleado.

El velo como parte del vestuario femenino era característico de todas las ciudades donde se desarrollaba el comercio. El movimiento contra el velo fue iniciado en 1908 en Bakú por la burguesía liberal mucho antes del Hujum soviético en 1927. Sin embargo, las protestas contra el velo fueron reprimidas por el clero islámico, lo que provocó un importante revés. Si bien algunas mujeres dejaron de usar el velo en ese momento, muchas todavía lo usaban por presión social.
Una destacada organización de mujeres azeríes con sede en Bakú, el Club Ali Bayramov, participó activamente en la campaña para animar a las mujeres a quitarse el velo.
Después de que Azerbaiyán pasara a formar parte de la Unión Soviética, el estatus social de las mujeres cambió. A medida que más mujeres conseguían empleo, se vestían más a menudo con ropa de trabajo en lugar de velo. Las manifestaciones públicas de sentimientos anti-velo, que continuaron enfrentando la oposición del clero, recuperaron impulso en la década de 1920 con la implementación del Hujum. No era raro que las niñas que dejaban de llevar el velo fueran rechazadas por sus familias. Sara Jalilova, miembro del Komsomol, fue asesinada por su padre por quitarse el velo. La prominencia de la estatua refleja y honra la valentía y la fuerza de voluntad de las mujeres que abandonaron el uso del velo.

## Construcción
Fuad Abdurahmanov creó la estatua original de yeso en 1951. El monumento fue restaurado en 1957 y recreado en bronce. Está última estatua de bronce se llamó «Libertad» y se exhibió en la exposición del Museo de Arte. Varios funcionarios que vieron el monumento decidieron que sería trasladado al centro de Bakú en honor al 40.º aniversario del gobierno soviético. Luego, Abdurahmanov comenzó a trabajar en una versión más grande del monumento, que se completó en 1959 en la ciudad de Leningrado, donde se fundió el bronce; Luego, la estatua terminada fue transportada de regreso a Azerbaiyán y colocada sobre un alto pedestal de piedra.